# Luděk Pelc
Luděk Pelc (* 12. března 1954) je bývalý český hokejový útočník.

## Hokejová kariéra
V československé lize hrál za TJ Gottwaldov a Duklu Trenčín. Odehrál 13 ligových sezón, nastoupil ve 482 ligových utkáních, dal 88 gólů a měl 162 asistencí.

## Klubové statistiky
| Sezona    | Klub                    | Soutěž  | Základní část | Základní část | Základní část | Základní část | Základní část | Play off | Play off | Play off | Play off | Play off |
| Sezona    | Klub                    | Soutěž  | Z             | G             | A             | B             | TM            | Z        | G        | A        | B        | TM       |
| --------- | ----------------------- | ------- | ------------- | ------------- | ------------- | ------------- | ------------- | -------- | -------- | -------- | -------- | -------- |
| 1974/1975 | TJ Gottwaldov           | 1. liga | 30            | 2             | 1             | 3             | -             |          |          |          |          |          |
| 1975/1976 | TJ Gottwaldov           | 2. liga | -             | -             | -             | -             | -             |          |          |          |          |          |
| 1976/1977 | TJ Gottwaldov           | 1. liga | 44            | 8             | 9             | 17            | -             |          |          |          |          |          |
| 1977/1978 | TJ Gottwaldov           | 2. liga | -             | -             | -             | -             | -             |          |          |          |          |          |
| 1978/1979 | TJ Gottwaldov           | 1. liga | 42            | 9             | 12            | 21            | -             |          |          |          |          |          |
| 1979/1980 | Dukla Trenčín           | 1. liga | 18            | 2             | 3             | 5             | 0             |          |          |          |          |          |
| 1980/1981 | Dukla Trenčín           | 1. liga | 30            | 8             | 20            | 28            | 18            |          |          |          |          |          |
| 1981/1982 | TJ Gottwaldov           | 1. liga | 43            | 7             | 9             | 16            | 18            |          |          |          |          |          |
| 1982/1983 | TJ Gottwaldov           | 1. liga | 44            | 16            | 25            | 41            | 18            |          |          |          |          |          |
| 1983/1984 | TJ Gottwaldov           | 1. liga | 43            | 6             | 10            | 16            | 18            |          |          |          |          |          |
| 1984/1985 | TJ Gottwaldov           | 1. liga | 44            | 4             | 15            | 19            | 14            |          |          |          |          |          |
| 1985/1986 | TJ Gottwaldov           | 1. liga | 34            | 8             | 17            | 25            | -             | 5        | 1        | 1        | 2        | -        |
| 1986/1987 | TJ Gottwaldov           | 1. liga | 33            | 5             | 14            | 19            | 20            | 7        | 1        | 3        | 4        | -        |
| 1987/1988 | TJ Gottwaldov           | 1. liga | 43            | 5             | 19            | 24            | 18            |          |          |          |          |          |
| 1988/1989 | TJ Gottwaldov           | 1. liga | 34            | 8             | 8             | 16            | 22            | 9        | 3        | 2        | 5        | -        |
| 1989/1990 | TJ Zbrojovka Vsetín     | 3. liga | -             | -             | -             | -             | -             |          |          |          |          |          |
| 1990/1991 | TJ Zbrojovka Vsetín     | 3. liga | -             | -             | -             | -             | -             |          |          |          |          |          |
| 1991/1992 | TJ Slezan Frýdek-Místek | 3. liga | -             | -             | -             | -             | -             |          |          |          |          |          |